# ريكاردو بورتا
ريكاردو بورتا (1 أغسطس 1983 بسيدني في أستراليا - ) هو لاعب كرة قدم أسترالي وأوروغواني في مركز الهجوم. شارك مع منتخب أستراليا تحت 17 سنة لكرة القدم ومنتخب الأوروغواي تحت 20 سنة لكرة القدم. أما مع النوادي، فقد لعب مع الجامعي دي بيرو وريفر بليت ونادي الوصل ونادي بيلينينسش ونادي دبي ونادي سيينا وناسيونال مونتيفيديو ونادي رينتيستاس وClub Nacional de Football (women) ‏ وإنديبندينتي ديل فال ونادي سيرو.

## روابط خارجية
- ريكاردو بورتا على موقع قاعدة بيانات كرة القدم.إي يو (الإنجليزية)
- ريكاردو بورتا على موقع Soccerway.com (الإنجليزية)
- ريكاردو بورتا على موقع عالم كرة القدم.نت (الإنجليزية)